# Frankfurt-Offenbacher Lokalbahn
| Frankfurt-Offenbacher Lokalbahn mit ihren Endbahnhöfen in Sachsenhausen und Offenbach |                         |                                             |                                             |
| Kursbuchstrecke: | 169q (1934) 192h (1946) |                                             |                                             |
| Spurweite: | 1435 mm (Normalspur)    |                                             |                                             |
| |                         |                                             |                                             |
| \| \| \| zum Main-Neckar-Bahnhof \| \| \| \| Mainspitze \| \| \| \| Bahnstrecke Frankfurt am Main–Heidelberg \| \| \| \| Frankfurt Lokalbahnhof \| \| \| \| Schlacht-Viehhof \| \| \| \| Frankfurt Süd–Frankfurt Hbf (tief) (S-Bahn) \| \| \| \| Hanau–Frankfurt Schlachthof (S-Bahn) \| \| \| \| Frankfurt Süd–Aschaffenburg \| \| \| \| von Frankfurt (Main) Hbf \| \| \| \| von Frankfurt (Main) Schlachthof (S-Bahn) \| \| \| \| Oberrad \| \| \| \| nach Bebra \| \| \| \| Offenbach-Kaiserlei \| \| \| \| Offenbach Ledermuseum \| \| \| \| Offenbach Lokalbahnhof \| \| \| \| nach Hanau Nordseite (S-Bahn) \| |                         |                                             |                                             |
| Strecke von links (außer Betrieb) |                         | zum Main-Neckar-Bahnhof                     | zum Main-Neckar-Bahnhof                     |
| Dienststation / Betriebs- oder Güterbahnhof (Strecke außer Betrieb) |                         | Mainspitze                                  | Mainspitze                                  |
| Abzweig geradeaus und nach rechts (Strecke außer Betrieb) |                         | Bahnstrecke Frankfurt am Main–Heidelberg    | Bahnstrecke Frankfurt am Main–Heidelberg    |
| Bahnhof (Strecke außer Betrieb) |                         | Frankfurt Lokalbahnhof                      | Frankfurt Lokalbahnhof                      |
| Abzweig geradeaus und von links (Strecke außer Betrieb) |                         | Schlacht-Viehhof                            | Schlacht-Viehhof                            |
| Kreuzung mit Tunnelstrecke (Strecke geradeaus außer Betrieb) |                         | Frankfurt Süd–Frankfurt Hbf (tief) (S-Bahn) | Frankfurt Süd–Frankfurt Hbf (tief) (S-Bahn) |
| Kreuzung mit Tunnelstrecke (Strecke geradeaus außer Betrieb) |                         | Hanau–Frankfurt Schlachthof (S-Bahn)        | Hanau–Frankfurt Schlachthof (S-Bahn)        |
| Kreuzung geradeaus unten (Strecke geradeaus außer Betrieb) |                         | Frankfurt Süd–Aschaffenburg                 | Frankfurt Süd–Aschaffenburg                 |
| Strecke von rechts · Strecke (außer Betrieb) |                         | von Frankfurt (Main) Hbf                    | von Frankfurt (Main) Hbf                    |
| Kreuzung mit Tunnelstrecke · Strecke quer · Abzweig ehemals geradeaus und von rechts |                         | von Frankfurt (Main) Schlachthof (S-Bahn)   | von Frankfurt (Main) Schlachthof (S-Bahn)   |
| ehemaliger Bahnhof · ehemaliger Bahnhof |                         | Oberrad                                     | Oberrad                                     |
| Strecke nach rechts · Abzweig ehemals geradeaus und nach links · Strecke von rechts (im Tunnel) |                         | nach Bebra                                  | nach Bebra                                  |
| Strecke (außer Betrieb) · Bahnhof (im Tunnel) |                         | Offenbach-Kaiserlei                         | Offenbach-Kaiserlei                         |
| Strecke (außer Betrieb) · Bahnhof (im Tunnel) |                         | Offenbach Ledermuseum                       | Offenbach Ledermuseum                       |
| Kopfbahnhof Streckenende (Strecke außer Betrieb) · Strecke (im Tunnel) |                         | Offenbach Lokalbahnhof                      | Offenbach Lokalbahnhof                      |
| Strecke (im Tunnel) |                         | nach Hanau Nordseite (S-Bahn)               | nach Hanau Nordseite (S-Bahn)               |

Die Frankfurt-Offenbacher Lokalbahn wurde von 1848 bis 1955 betrieben. Sie ist aus der staatlichen Frankfurt-Offenbacher Eisenbahn hervorgegangen und war die erste Eisenbahnstrecke zwischen den beiden benachbarten Großstädten Frankfurt am Main und Offenbach am Main.

## Planung und Bau

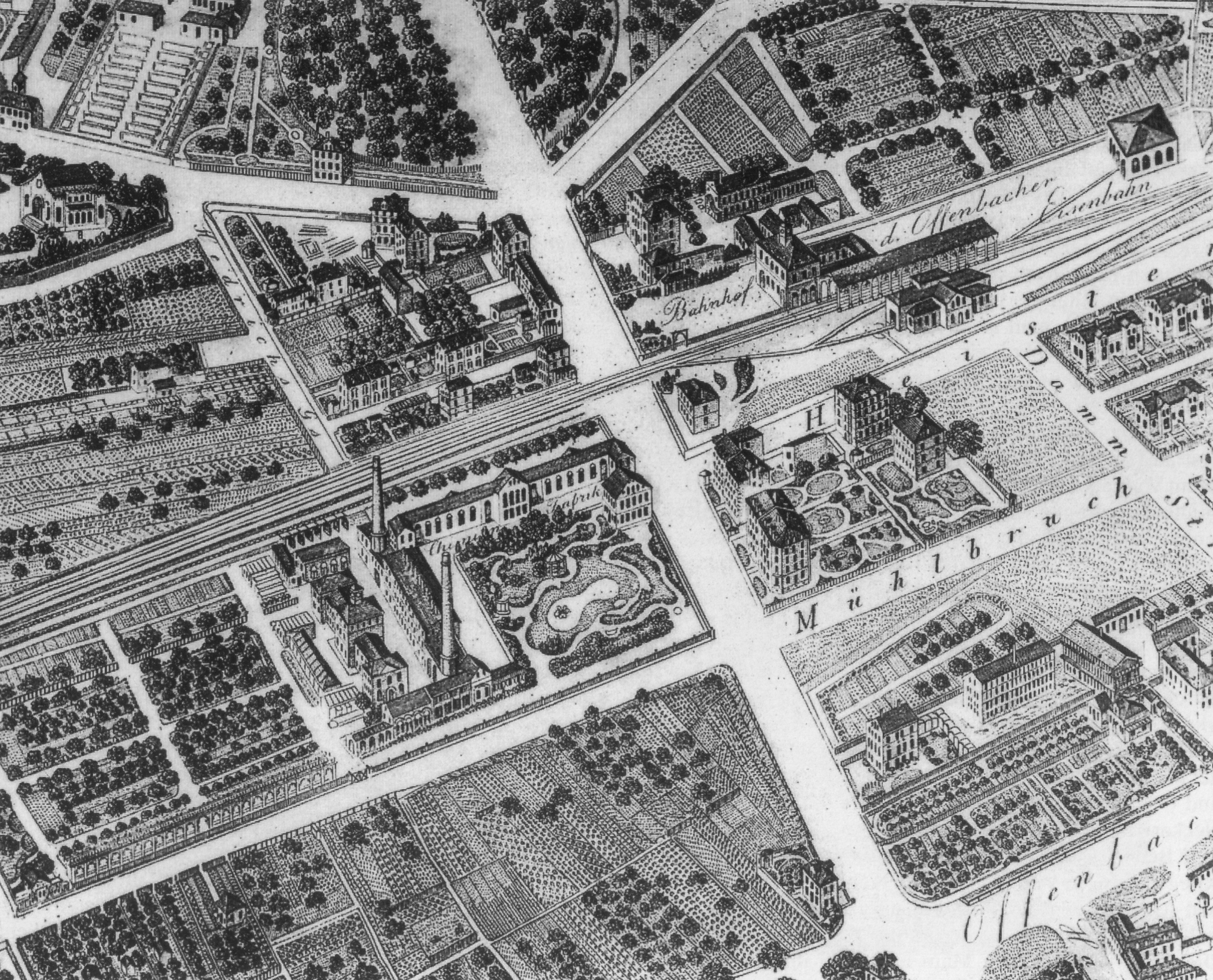
Der alte Sachsenhäuser Bahnhof im Jahr 1864

Im Zusammenhang mit den Überlegungen zum Bau der Bahnstrecke Frankfurt am Main–Heidelberg plante eine in der Hauptstadt des Großherzogtums Hessen-Darmstadt ansässige Gesellschaft Ende der 1830er Jahre, auch die bedeutendste Gewerbestadt des Großherzogtums, Offenbach am Main, über eine linksmainische Strecke an diese anzuschließen. Das Projekt scheiterte 1841 an Geldmangel. Verkehrspolitisch befürchtete die Freie Stadt Frankfurt, dass eine solche Verbindung die Züge an Frankfurt vorbei rollen ließe.
Einer Eisenbahnverbindung von Frankfurt nach Offenbach stand Frankfurt jedoch positiv gegenüber. Das Großherzogtum und die Freie Stadt Frankfurt schlossen daraufhin am 12. Dezember 1842 einen Staatsvertrag über die Gründung einer gemeinsamen Staatsbahn, einer Kondominalbahn, und den Bau einer Eisenbahnstrecke, die mit der im Bau befindlichen Bahnstrecke Frankfurt am Main–Heidelberg der Main-Neckar-Eisenbahn-Gesellschaft verbunden werden sollte.
Als Endpunkt wurde in Offenbach ein Grundstück nordwestlich des damaligen Stadtzentrums gewählt. Das Gelände lag westlich der Offenbacher Kaiserstraße zwischen Dom- und Bahnhofstraße in der Nähe der Innenstadt. Der spätere Frankfurter Lokalbahnhof wurde am Ostrand Sachsenhausens zwischen Darmstädter Landstraße, Heister- und Dreieichstraße errichtet und hieß zunächst Bahnhof Sachsenhausen, später Alt-Sachsenhausen. Ein Haltepunkt entstand darüber hinaus nördlich von Oberrad an der heutigen Wasserhofstraße.

## Betriebsaufnahme

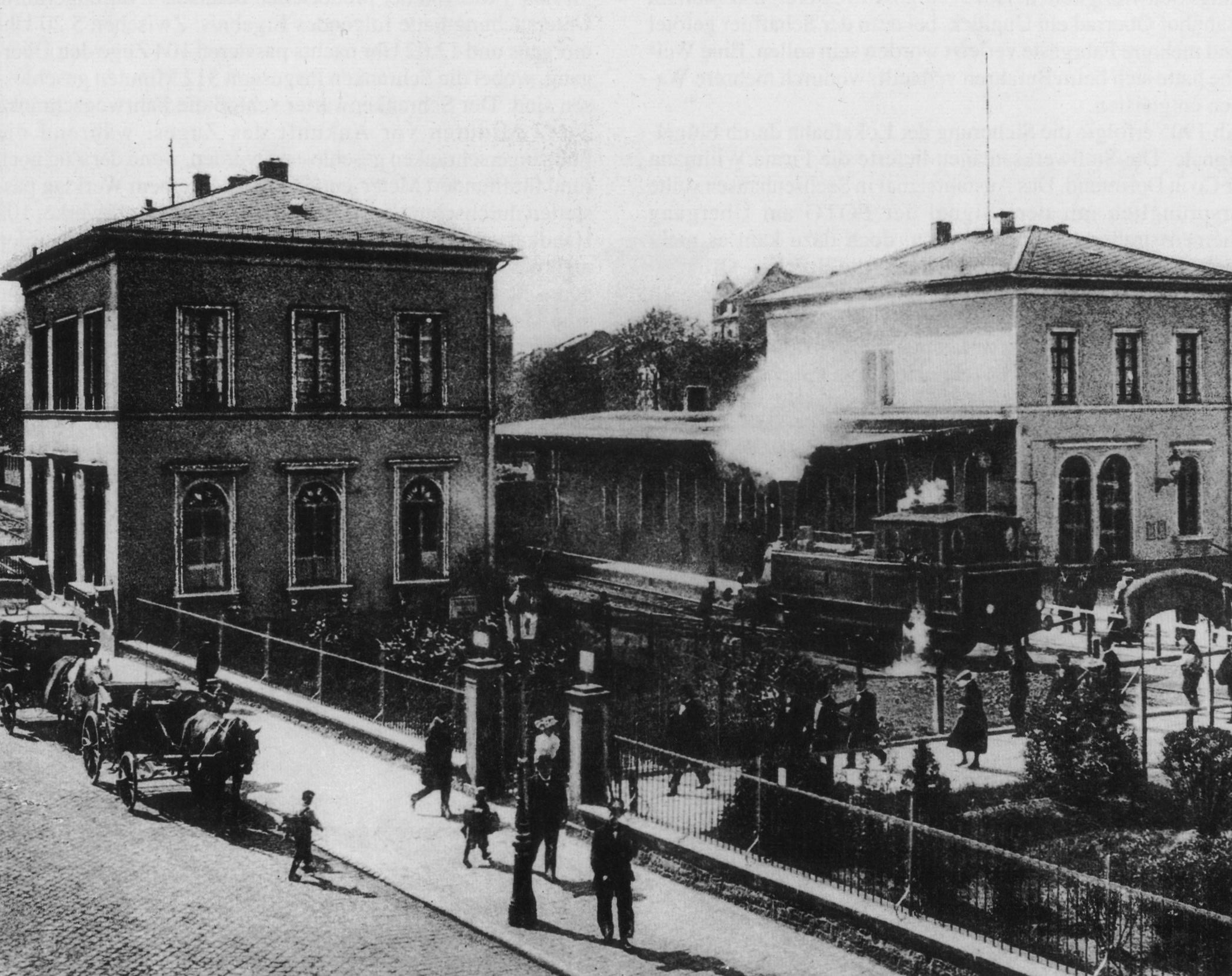
Der Offenbacher Lokalbahnhof

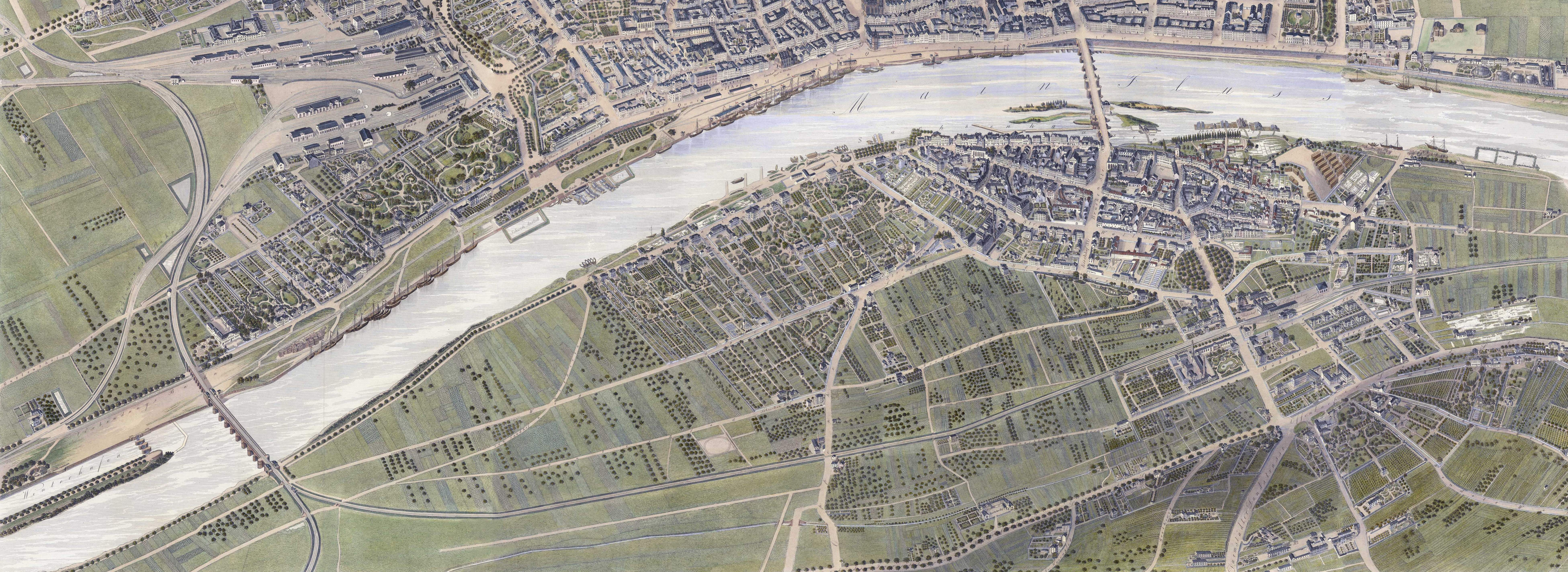
Die Strecke in Frankfurt um 1864

Der Grundstückserwerb nördlich von Oberrad zog sich wegen des Widerstands dort ansässiger Gärtner in die Länge. Auch scheint es in Frankfurt Widerstände gegen eine schnelle Betriebsaufnahme gegeben zu haben, die von den Fuhrleuten ausgegangen ist. So war die ursprünglich geplante zeitgleiche Betriebsaufnahme mit der am 1. August 1846 eröffneten Bahnstrecke Frankfurt am Main–Heidelberg nicht einzuhalten. Auch die für den 1. August 1847 vorgesehene Eröffnung fand trotz fertiggestellter Bahnanlagen nicht statt. Stattdessen verkehrten ab dem 23. August lediglich dreimal wöchentlich nachts Güterzüge, die gegenüber der Öffentlichkeit als „Probefahrten“ deklariert wurden.
Da die erste Main-Neckar-Eisenbahnbrücke über den Main noch nicht fertiggestellt war, konnten die Züge den Main-Neckar-Bahnhof auf der rechten Mainseite noch nicht erreichen. Daher fuhren sie von Darmstadt kommend nur zu dem unmittelbar am Mainufer gelegenen Betriebsbahnhof Mainspitze, der als Spitzkehre ausgelegt war, und schoben dann zurück in den Sachsenhäuser Bahnhof, der dafür als provisorischer Endbahnhof von der Frankfurt-Offenbacher Eisenbahn angemietet worden war. Die Main-Neckar-Eisenbahn-Gesellschaft wollte den Sachsenhäuser Bahnhof allein nutzen und war an einem gemeinsamen Betrieb mit der Frankfurt-Offenbacher Eisenbahn nicht interessiert, was deren Betriebsaufnahme weiter verzögerte.
Ein weiterer Grund für die Verzögerung lag darin, dass die Frankfurt-Offenbacher Eisenbahn ihre beiden Lokomotiven an die Main-Neckar-Eisenbahn-Gesellschaft vermietet hatte, die sie auf der Strecke Mannheim–Friedrichsfeld einsetzte. Die Beförderung der nächtlichen Güterzüge von und nach Offenbach übernahm daher eine Lokomotive der Main-Neckar-Bahn.
Die Aufnahme des Personenverkehrs wurde schließlich während der Märzrevolution von 1848 durch Offenbacher Bürger erzwungen, die am 8. März das Bahnhofsgelände stürmten und forderten, nach Sachsenhausen und weiter nach Darmstadt befördert zu werden. Dort wollten sie Regierung und Landtag mit einer Demonstration unter Druck setzen. Das Bahnpersonal kam der Aufforderung nach und stellte einen Personenzug bereit.
Die Leitung der Frankfurt-Offenbacher Eisenbahn musste nun dem öffentlichen Druck nachgeben und regelmäßig Personenzüge anbieten. Da beide Lokomotiven noch immer vermietet waren, mussten vorübergehend zwei Maschinen und Personal der Main-Neckar-Eisenbahn-Gesellschaft angemietet werden, bis die eigenen Lokomotiven aus Mannheim zurückgekehrt waren. Ab dem 9. März 1848 verkehrten zwischen Offenbach und Sachsenhausen zunächst vier Zugpaare nach einem provisorischen Fahrplan. Der offizielle Betrieb wurde schließlich am 16. April 1848 mit zehn Zugpaaren pro Tag aufgenommen, an Sonn- und Feiertagen verkehrten in beide Richtungen jeweils elf Züge.
Am 15. November 1848 konnte auch die Main-Neckar-Brücke und der zugehörige nordmainische Bahnhof der Main-Neckar-Eisenbahn-Gesellschaft eröffnet werden. Die Frankfurt-Offenbacher Eisenbahn besaß fortan das alleinige Betriebsrecht im Bahnhof Sachsenhausen. Durchgehende Züge zum Frankfurter Main-Neckar-Bahnhof wurden wegen Tarifstreitigkeiten aber erst ab dem 18. Oktober 1849 angeboten, mangels Nachfrage endeten einige Züge weiterhin auch in Sachsenhausen. Laut Fahrplan von 1865 fuhren von Offenbach acht Züge täglich bis Frankfurt, fünf weitere nur bis Sachsenhausen. Die Regierung des Großherzogtums Hessen – Offenbach gehörte zum Großherzogtum – legte 1849 fest, dass die Sicherheitsbestimmungen, die für die Main-Neckar-Eisenbahn-Gesellschaft galten, auch auf den Betrieb der Frankfurt-Offenbacher Eisenbahn anzuwenden waren.
1854 hatte die Bahn einen Lokomotivführer, einen Heizer, einen Wagenwärter, zwei Schaffner, vier Bahn- und Weichenwärter und fünf Verwaltungsbeamte.

## Weitere Entwicklung

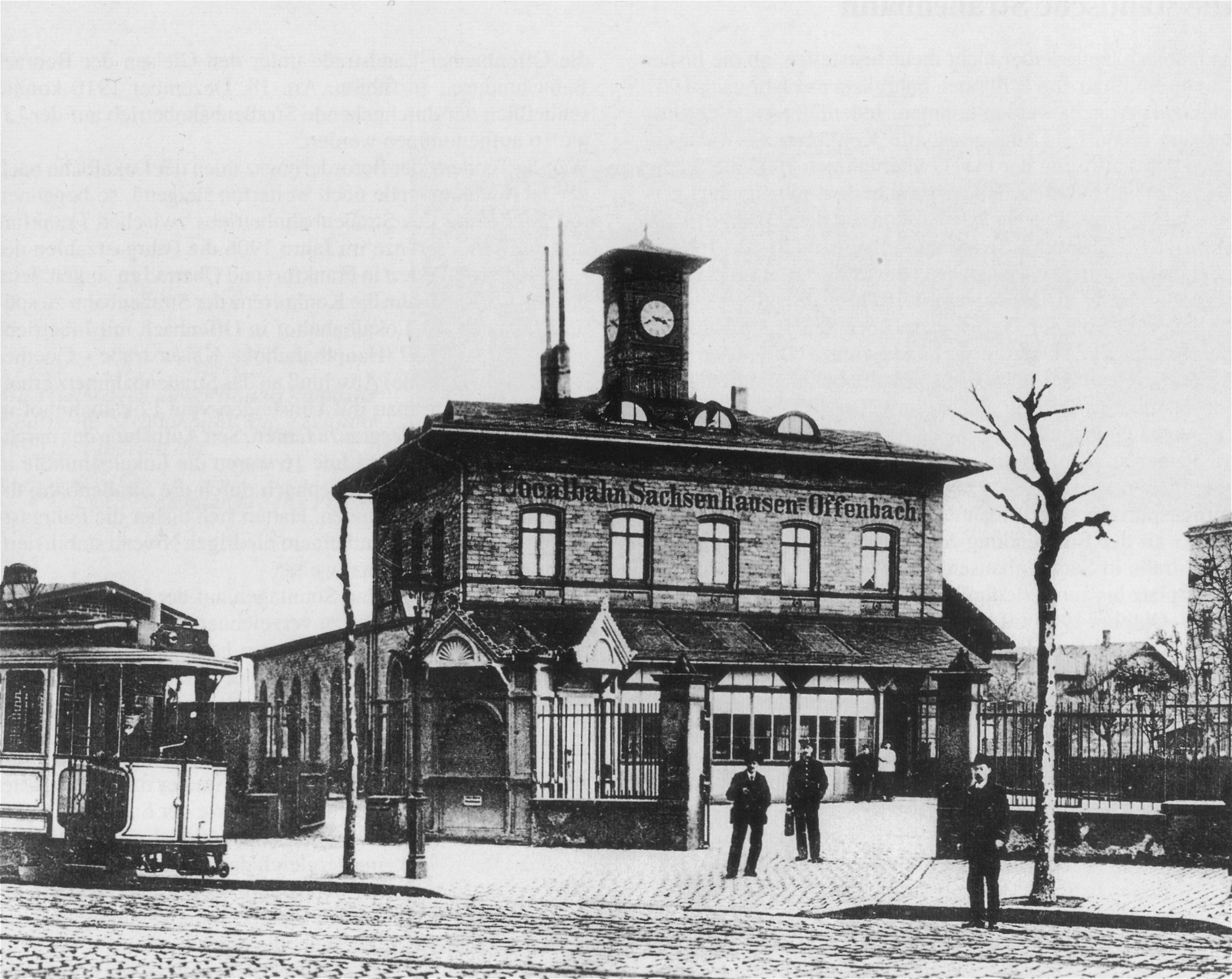
Der Frankfurter Lokalbahnhof um 1900

Mit der Annexion Frankfurts durch Preußen nach dem Krieg von 1866 ging der Frankfurter Anteil an der Frankfurt-Offenbacher Eisenbahn an Preußen über. Am 31. Dezember 1871 erwarb Preußen auch den hessischen Anteil per Staatsvertrag rückwirkend zum 12. Juni 1868; er wurde Bestandteil der Preußischen Staatseisenbahnen.
Mit dem Bau der Frankfurt-Bebraer Eisenbahn von Hanau über Offenbach nach Frankfurt stieg die Bedeutung der bisherigen Strecke zunächst stark an. Die am 16. November 1873 eröffnete neue Bahnstrecke mündete bei Oberrad in die bestehende Strecke der ehemaligen Frankfurt-Offenbacher Eisenbahn und nutzte deren Trasse bis zum Main-Neckar-Bahnhof. Bereits 1874 wurden hier zwei weitere Gleise verlegt, um den gestiegenen Verkehr sicher bewältigen zu können. Am 2. Dezember 1875 konnte schließlich der Bebraer Bahnhof (der heutige Südbahnhof) südwestlich des bisherigen Sachsenhäuser Bahnhofs eröffnet werden. Gleichzeitig wurde die bisherige Gleisverbindung zur Main-Neckar-Brücke aufgegeben und abgerissen. Die frühere FOE-Strecke wurde nun zur Lokalbahn und verkehrte fortan nur noch im Pendelverkehr zwischen dem Offenbacher und Frankfurter Lokalbahnhof, wie sie nunmehr benannt wurden.
1881 wurde die Lokalbahn an den französischen Unternehmer Ernst Donner verpachtet und der Frankfurter Lokalbahnhof erhielt Anschluss an die Frankfurter Straßenbahn. Ab 1884 entstand der Lokalbahn ernstzunehmende Konkurrenz durch die Frankfurt-Offenbacher Trambahn-Gesellschaft (FOTG). Zwar bot die Lokalbahn niedrigere Fahrpreise und schnellere Fahrzeiten, doch erschloss die elektrische Straßenbahn die Zentren von Offenbach und Oberrad besser. Die Fahrgastzahlen der Lokalbahn gingen von 1.601.826 im Jahr 1883 auf 1.405.519 Personen im Jahr 1884 zurück, während die FOTG im ersten Betriebsjahr rund 440.000 Fahrgäste aufwies. Die Frankfurter Waldbahn hatte seit dem 6. Februar 1889 am Lokalbahnhof ihre Endstation.
Ab 1885 beförderte die Lokalbahn erstmals ein nennenswertes Güteraufkommen: Der Sachsenhäuser Schlachthof erhielt ein vom Frankfurter Lokalbahnhof abgehendes Anschlussgleis und einen eigenen Bahnhof „Viehhof“, über den die Viehtransporte abgewickelt wurden. Im Jahr 1900 aber wurde das Anschlussgleis durch ein bei Oberrad von der Bebraer Bahn abzweigendes Gleis ersetzt, wodurch der Güterverkehr auf der Lokalbahn wieder zum Erliegen kam.
Ein ernsthafter Rückgang der Beförderungszahlen trat 1906 mit der Eröffnung der umgespurten ehemaligen FOTG-Strecke nach Offenbach ein. Die Straßenbahnverbindung war nun in das Netz der Frankfurter Straßenbahn integriert und ermöglichte Direktfahrten von Offenbach in die Frankfurter Innenstadt. Die Anzahl der Fahrgäste auf der Lokalbahn ging so um gut ein Viertel zurück, während sich die veraltete Infrastruktur der Bahn zunehmend negativ bemerkbar machte.
Die Bahn erwirtschaftete erstmals größere Verluste, weshalb die Preußische Eisenbahn über einen Verkauf der Strecke an die Städte Frankfurt und Offenbach nachdachte. Diese planten die Elektrifizierung und Modernisierung der Linie und eine Führung der Züge zum Frankfurter Süd- bzw. Hauptbahnhof. Zeitweise war auch die Umwandlung in eine elektrische Untergrundbahn nach Berliner Vorbild vorgesehen. Der Ausbruch des Ersten Weltkriegs 1914 verhinderte jedoch das Umsetzen dieser Pläne. Immerhin verkehrten im Sommerfahrplan 1914 die Züge von Frankfurt nach Offenbach im 20-Minuten-Takt von 5.40 Uhr bis Mitternacht.
Wie bereits die Kriege von 1866 und 1870/71 beeinträchtigte auch der Erste Weltkrieg den Betrieb der Lokalbahn erheblich. Die Passagierzahlen halbierten sich, Kohle- und Ersatzteilmangel sorgte immer wieder für längere Betriebsunterbrechungen. Der Fahrplan wurde bis 1918 immer weiter ausgedünnt, mit Kriegsende wurde der Betrieb vollständig eingestellt. Erst ab 1920 fuhren an Werktagen wieder Züge im 40-Minuten-Takt. Ab 1925 fand an allen Wochentagen wieder Betrieb statt, nachdem eine Initiative zur Stilllegung 1921 am Protest der Anwohner gescheitert war. Zur Reduzierung des jährlichen Defizits, das 1920 rund 700.000 Mark betragen hatte, wurde der Betrieb jedoch auf die Zeit zwischen 6 und 9 Uhr sowie 16 und 20 Uhr an Werktagen bzw. zwischen 13 und 20 Uhr an Sonn- und Feiertagen beschränkt. Gepäck- und Eilgutbeförderung wurden aufgegeben und das Personal auf ein Mindestmaß reduziert.
Der Zweite Weltkrieg beeinträchtigte den Bahnbetrieb zunächst nur wenig. Anfang 1942 wurde der Fahrplan zeitweise auf einen Stundentakt reduziert, doch schon im November des gleichen Jahres fuhren die Züge wieder halbstündlich. Im Januar und März 1944 unterbrachen alliierte Bombenangriffe zeitweise die Strecke und zerstörten das Empfangsgebäude in Frankfurt, doch konnte der Betrieb jeweils nach wenigen Tagen wieder aufgenommen werden. Die kriegsbedingte Betriebseinstellung erfolgte schließlich am 28. August 1944.
Erst am 2. Dezember 1946 konnte die Lokalbahn nach Beseitigung der Schäden wieder in Betrieb genommen werden. An Stelle der zuvor eingesetzten Dampfzüge kam nun erstmals ein vierachsiger Dieseltriebwagen des Typs VT 60.5 im Pendelverkehr zum Einsatz. Im Winterfahrplan 1947/48 wurde alle halbe Stunde gefahren.

## Stilllegung
Einige Zeit nach der Währungsreform ließ die zunehmende Motorisierung der Bevölkerung und ein verbessertes Zugangebot auf der Bebraer Bahn die Zahl der Reisenden schnell auf rund 1000 pro Tag sinken. Die Deutsche Bundesbahn beschloss daher die Stilllegung der nun höchst unrentablen Strecke zum 1. Oktober 1955. Während der letzten drei Tage fuhren die Züge kostenlos. Ein stark überbelegter Dampfsonderzug befuhr zum Abschied am Abend nach der Einstellung des regulären Betriebs die Strecke von Frankfurt nach Offenbach zum letzten Mal. Sie ist bis heute die einzige jemals ersatzlos stillgelegte Eisenbahnlinie im Gebiet der Städte Offenbach und Frankfurt.
Mit Ausnahme des Bahnhofs Oberrad wurden im Sommer 1956 alle Gleisanlagen und Gebäude der Lokalbahn abgebrochen. Auf dem Gelände des Frankfurter Lokalbahnhofs entstanden 1970 eine neue Straßenbahnhaltestelle sowie ein Bürohaus. Seit 1990 existiert südlich des ehemaligen Lokalbahnhofs eine S-Bahn-Station Lokalbahnhof.
In Offenbach wurde die Trasse für die Anlage der Berliner Straße genutzt. Die Bahnhofstraße, deren Lage fernab des heutigen Offenbacher Hauptbahnhofs Ortsfremde verwirren mag, erinnert an den verschwundenen Offenbacher Lokalbahnhof.
Teile der ehemaligen Lokalbahntrasse wurden ab 1989 für den Bau der S-Bahn-Strecke Frankfurt Schlachthof–Hanau genutzt, die 1995 in Betrieb ging. Im Offenbacher Stadtgebiet folgt der City-Tunnel Offenbach heute unterirdisch der ehemaligen Lokalbahnstrecke.
Der Spitzname der Bahn – Äbbelwoi-Exbress – blieb im kollektiven Bewusstsein erhalten und erfuhr 1977 eine Wiederauferstehung in Form des „Ebbelwei-Expreß“, einer Rundfahrtlinie der städtischen Straßenbahn in Frankfurt.